# Calochilus campestris
Calochilus campestris är en orkidéart som beskrevs av Robert Brown. Calochilus campestris ingår i släktet Calochilus och familjen orkidéer. Inga underarter finns listade i Catalogue of Life.